# ديميتريوس كابوس
ديميتريوس كابوس (باليونانية: Δημήτρης Καπός)‏ هو لاعب كرة قدم يوناني في مركز الهجوم، ولد في 28 أغسطس 1993 في خيوس في اليونان. لعب مع ليفادياكوس ونادي لاريسا.

## وصلات خارجية
- ديميتريوس كابوس على موقع قاعدة بيانات كرة القدم.إي يو (الإنجليزية)
- ديميتريوس كابوس على موقع Soccerway.com (الإنجليزية)